# Dynastie Chan
Dynastie Chan (čínsky: 漢朝; pinyin: Hàn Cháo) je čínská dynastie, která vládla v období 206 př. n. l.–220 n. l. Předcházela ji dynastie Čchin a po ní následovalo období tří království.
Její trvání bylo na krátko přerušeno dynastií Sin v letech 9–25 n. l. Toto přechodné období dělí celou dynastii Chan na dvě části: na dřívější Západní Chan (během let 206 př. n. l.–9 n. l.) a pozdější Východní Chan (25–220 n. l.). Hlavní město Západního Chanu bylo Čchang-an (nyní Si-an, provincie Šen-si), hlavním městem Východního Chanu bylo Luo-jang (v dnešní provincii Che-nan).
Období čínské dynastie Chan je považováno za zlatou éru v čínské historii. I v současnosti se většinové etnikum Číny identifikuje jako Chanové. Dynastie vybudovala centralizovaný stát, čínskou byrokracii a přijala konfuciánství jako státní ideologii. Vydržela u moci čtyři století, tedy déle než kterákoli jiná čínská vládnoucí dynastie. Chanští císaři porazili Siungnuy, a poprvé v historii Číny tak získali kontrolu nad obchodními cestami přes střední Asii. Tyto trasy sahaly až do oblasti Středomoří a na Blízký východ a později byly známy jako hedvábná stezka.

## Dynastie Západních Chanů
Dynastii Chan založil roku 206 př. n. l. Liou Pang (osobní jméno je Liou Ť'i, chrámové jméno je Kao-cu). Když v roce 210 př. n. l. zemřel první čínský císař Čchin Š'-chuang-ti, zmocnil se vlády eunuch jménem Čao Kao. Ten dal popravit legitimní následníky trůnu, dvanáct bratrů zesnulého císaře a zfalšoval císařovu závěť, ve které nařídil nejstaršímu synovi císaře spáchat sebevraždu a nástupcem určil druhého, neschopného syna, kterého pak mohl lehce ovládat a dostat se tak k moci. V celé říši ale docházelo k povstáním hlavně venkovského obyvatelstva, které se bránilo vysokým daním. Jedním ze vzbouřenců byl Liou Pang, který byl úředníkem, stal se banditou a nakonec vůdcem vzbouřenecké armády. Povstalci zaútočili na palác, zavraždili eunucha a Liou Pang se prohlásil císařem. Jako nový vládce přeložil hlavní město Číny do Čchang-anu na řece Wej, dobudoval Velkou zeď na severní hranici, upevnil vládní moc a vrátil moc vazalským králům (i když pod dohledem vládních úředníků) a konečně dal více svobod rolníkům a snížil jim daně. Zemřel roku 195 př. n. l. v boji. Nástupcem na císařském trůnu se stal jeho syn, který byl sice slabým panovníkem, ale jednotu Číny se mu podařilo udržet.
Stabilitu říši zajistil až císař Wu-ti (vládl 140–87 př. n. l.), který vydal zákon ve svém důsledku ničící moc šlechtických rodů a vytvořil fungující úřednický aparát, jehož moc nahradila vliv šlechticů. Úředníci museli znát konfuciánské učení a dialekt hlavního města. Byli také často přesouváni, aby nedocházelo k větší koncentraci moci. Wu-ti také usiloval o expanzi území a vlivu Číny. Zahájil dlouhou válku s Huny a zahájil obchod se zeměmi na západ od Číny.

## Společnost a kultura

### Sociální třídy
V hierarchickém sociálním uspořádání byl císař na vrcholu Chanské společnosti a vlády. Leč byli císaři často nezletilí, vládli za pomocí regentky, kterou byla císařovna matka, nebo jeden z jejích mužských příbuzných. Zařazeni hned pod císařem byli králové, kteří byli stejného rodinného klanu – Liu. Zbytek společnosti, zahrnující šlechtice nižšího titulu než je král a všechny prosté občany vyjma otroků, byl rozdělen do dvaceti společenských postavení.
Každé vyšší postavení přinášelo svému držiteli větší penzi a legální privilegia. S nejvyšším stupněm, „úplný“ markýz, přicházela státní penze a teritoriální lenní panství. Držitel titulu hned pod ním, obyčejný markýz, dostával penzi, ale nevládl žádnému území. Úředníci, kteří pracovali ve vládě, patřili do širší prosté sociální třídy a byli umístěni těsně pod šlechtice. Nejvyšší státní úředníci mohli být obdařeni lány, stejně jako markýzové. Ve Východním Chanu se začaly lokální elity učenců, učitelů a vládních úředníků považovat za členy rozsáhlé venkovské šlechty se sdílenými zásadami a závazky ke vzdělání. Když se vláda ve Východním Chanu stala zřejmě zkorumpovanou, bylo pro několik venkovských šlechticů důležitější pěstování morálně založeného přátelství než práce na veřejném úřadě.
Po roce 92 se palácoví eunuchové stále více zapojovali do dvorní politiky a do násilných bojů o moc mezi různými klany manželek císařoven a císařoven vdov. Po smrti císaře Linga (vládl 168–189) byli palácoví eunuchové zmasakrováni vojenskými důstojníky.
Sedlák, specifičtěji majitel pozemku, jejž obdělával, byl v sociální hierarchii umístěný pod učenci a úředníky. Ostatní agrikulturní pěstitelé byli na nižším stupni s nájemci, pracovníky vykonávajícími nárazové práce a ve výjimečných případech i otroci. Řemeslníci měli legální socioekonomický status stejně jako rolníci a běžní obchodníci. Registrovaní obchodníci, kteří byli zákonem nuceni nosit bílé oblečení a platit vysoké daně, byli venkovskou šlechtou považováni za sociální parazity s opovrženíhodným statusem. Tito lidé byli často drobní trhovci z městských tržnic. Obchodníci, stejně jako dělníci a potulní obchodníci pracující mezi městskými sítěmi, se mohli vyhnout registraci a jako takoví být často bohatší než drtivá většina vládních úředníků. Bohatí majitelé pozemků, jakými byli šlechtici a úředníci, často zajišťovali lóže pro sluhy, kteří odváděli dobrou práci a prokazovali služby, mezi které občas patřily boje s bandity a vyjížďky do bitvy. Na rozdíl od otroků, sluhové mohli přicházet a odcházet z pánova domu svobodně. Lékaři, chovatelé prasat a řezníci měli docela vysoká postavení, kdežto okultní věštci, doručovatelé a poslové poměrně nízká.

### Manželství, pohlaví a příbuzenství

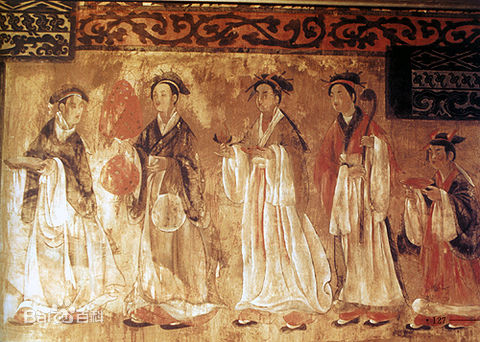
Vyobrazení žen chanské éry na hrobní fresce objevené ve městě Čeng-čou

Chanská rodina byla patrilineární a většinou měla čtyři až pět nejbližších členů v jedné domácnosti. Více generací obvykle nebydlívalo jen v jednom domě, jak tomu bývalo v rodinách v pozdějších dynastiích. Podle konfuciánského rodinného standardu, se s různými členy rodiny zacházelo s jinými stupni respektu a intimnosti. Například byla určena časová délka pro oplakávání smrti otce a strýce z otcovy strany. Plánovaná manželství byla normální a ve výběru chotě pro své potomstvo měl hlavní slovo otec. Monogamní manželství byla také normální, ačkoli šlechtici a vysocí úředníci byli dost bohatí na to, aby si mohli dovolit a vydržovat konkubíny jako milenky. Za jistých podmínek daných zvyky, ne zákonem, se žena i muž mohli rozvést a znovu vstoupit do sňatku.
Kromě dědičných titulů a postavení ve společnosti, se všechna pozůstalost dělila rovně mezi všechny syny, tudíž zde primogenitura nemělo žádný význam. Otec běžně posílal své dospělé ženaté syny z domu s částí rodinného jmění a na rozdíl od zvyků v pozdějších dynastiích už nezdědili nic po otcově smrti. Dcery nebyly formálně zahrnuty do otcovy poslední vůle, přesto dostali část rodinného majetku jako věno.
Od žen se očekávalo, že budou poslouchat svého otce, poté svého manžela a ve stáří svého nejstaršího syna, ale z nových zdrojů je známo, že v tomhle pravidle bylo mnoho odchylek, hlavně co se týče poslouchání synů a císařoven, které vládly celé zemi a otevřeně ponižovaly své otce a bratry. Ženy byly osvobozeny od pracovní povinnosti, ale často si vedle domácích prací jako uklízení a vaření přivydělávaly.
Nejčastější ženskou vedlejší prací bylo tkaní oděvů pro rodinu, k prodeji na trhu, nebo se nechaly zaměstnat velkým podnikem se stovkami jiných žen. Jiné ženy pomáhaly svým bratrům na farmách, nebo se staly zpěvačkami, čarodějnicemi, uznávanými lékařkami, nebo úspěšnými obchodnicemi, které prodávaly i hedvábné oblečení vlastní výroby.

### Vzdělávání, literatura a filozofie

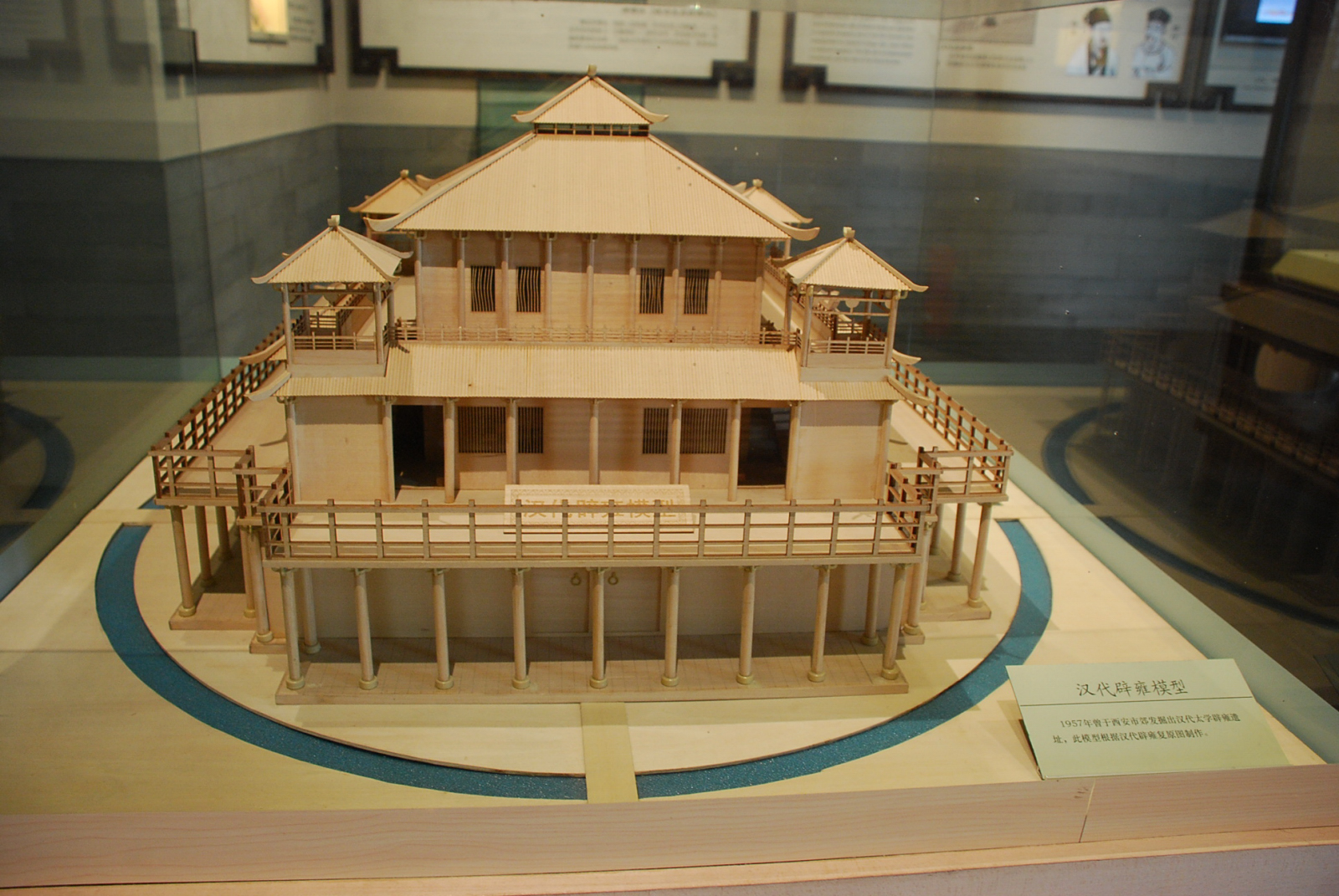
Dřevěný model císařské univerzity v chanské epoše

Chanská éra byla dobou kulturního a literárního rozkvětu, který ostře kontrastoval s předchozí čtrnáctiletou vládou dynastie Čchin, která v touze vymýtit jakýkoli disent nechala spálit takřka všechny knihy, s výjimkou úředních záznamů.
Dvůr rané dynastie Západní Chan ve svých rozhodnutích a při formulaci vládní politiky zároveň akceptoval filozofická učení legalismu, taoistické školy chuang-lao i konfucianismu, i když dvůr císaře Wu-ti se spíše přikláněl ke konfuciánství. V roce 136 př. n. l. císař Wu-ti omezil státem financovaná místa učenců na ty, které se byly určeny k rozboru pěti klasických knih, a začal vybírat kandidáty na úřední místa z absolventů Císařské university, kterou založil roku 124 př. n. l. Výuka na císařské univerzitě byla založena na zmíněných pěti konfuciánských knihách. Na rozdíl od původního Konfuciova učení, byl chanský konfucianismus za vlády císaře Wu-ti výtvorem učence Tung Čung-šu (179–104 př. n. l.). Tung byl nižší úředník, který kladl důraz na Konfuciovy myšlenky o etice, lásce k rodičům a harmonickém přátelství a spojil je s učením o pěti prvcích a kosmologií jin a jang. K velkému zájmu panovníka Tungova syntéza ospravedlňovala císařskou vládu a vřazovala ji do přirozeného řádu věcí. Význam Císařské university rostl zároveň s počtem studentů, který ve druhém století našeho letopočtu přesáhl 30 000. Vzdělávání založené na konfucianismu bylo dosažitelné už i na komandérijních školách a soukromých školách v malých městech, kde byli učitelé štědře placeni ze školného. 

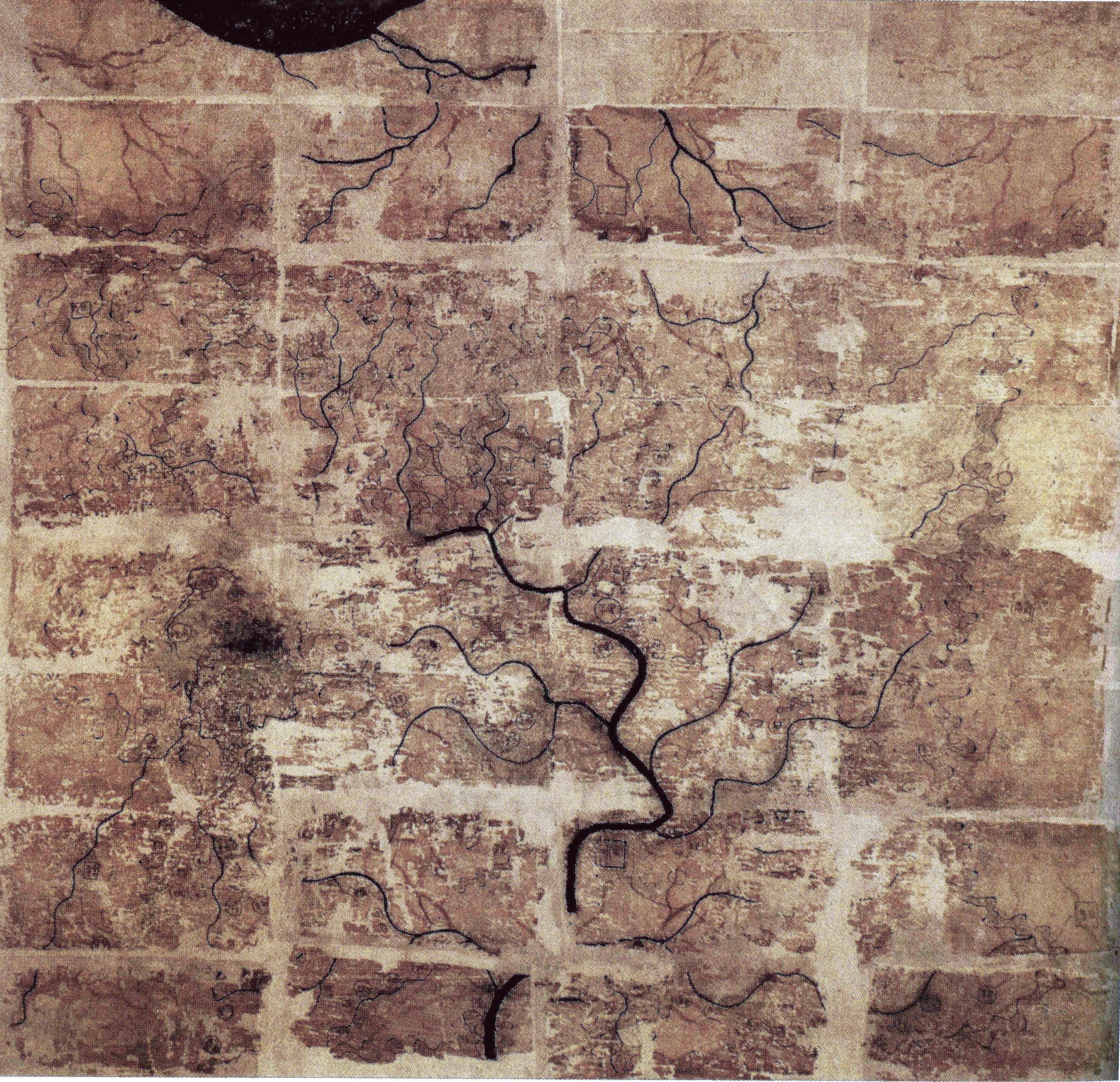
Chanská mapa

Čtyři století chanské vlády přinesly i vědecké a technologické úspěchy: byli vynalezeny a objeveny papír, vodní hodiny, kormidlo, sluneční hodiny,  záporná čísla v matematice, mapy s vyznačením reliéfu, hydraulicky poháněná armilární sféra i seismograf, který rozlišoval hlavní směr vzdálených zemětřesení pomocí obrácených kyvadel. Vynález papíru bývá připisován úředníkovi Cchaj Lunovi a datován okolo roku 105.
Chanští učenci byli autory řady významných textů. Filozofické práce psané Jang Siungem (53 př. n. l. – 18 n. l.), Chuan Tchanem (43 př. n. l. – 28 n. l.), Wang Čchungem (27 n. l. – 100 n. l.) a Wang Fuem (78 n. l. – 163 n. l.) na téma, zda je člověk přirozeně dobrý, nebo zlý, představovaly výzvu pro Tungův univerzální řád. S'-ma Tchan a jeho syn S'-ma Čchien (145 př. n. l. – 86 př. n. l.) zformovali v Zápiscích historika směrodatný model pro všech 24 knih dějin císařské Číny, mezi které patřily Dějiny Chanů sepsané Pan Piaoem (3 n. l. – 54 n. l.), jeho synem Pan Kuem (32 n. l. – 92 n. l.) a dcerou Pan Čao (45 n. l. – 116 n. l.). Významné jsou i slovníky, třeba Šuo-wen ťie-c' napsaný Sü Šenem, nebo Jang Siungův Fang-jen. Biografie důležitých osobností byly napsány různými venkovskými šlechtici. V chanské poezii převažoval žánr fu, který se nejvíce rozvinul a zpopularizoval za vlády Wu-tiho. Dochovalo se asi tisíc textů tohoto žánru. 
Díky vynálezu papíru se začala rozvíjet kaligrafie. Bylo vyvinuto několik druhů písma, přičemž prestižním se stalo zejména písmo lišu.

### Zákon a pořádek
Chanští učenci, jako Ťia Ji (201 př. n. l. – 169 př. n. l.), vyobrazovali předešlou dynastii Čchin, jako brutální režim, leč archeologické nálezy z Čang-ťia-šanu a Šuej-chu-ti odhalily, že mnoho předpisů v Chanských zákonech, které sestavil kancléř Siao Che, bylo čerpáno z Čchinského zákoníku.
Různé případy znásilnění, psychických týrání a vražd byly řešeny soudně. Ženy, ačkoliv měli podle zvyku méně práv, mohly podat trestní oznámení na muže. Zatímco podezřelí lidé byli uvězněni, odsouzení kriminálníci nebyli. Namísto toho, zde byly tresty, jako peněžní pokuty, nucené těžké práce pro odsouzené a trest smrti v podobě useknutí hlavy. Tresty v brzkém Chanu, např. zmrzačení, byly převzaty z Čchinského zákoníku. Série reforem zakázala tresty mučením a postupně i méně kruté bičování chodidel.
Soudní procesy vedl jeden z mnoha krajských pracovníků se soudními pravomocemi. Celek, nevyřešené případy, nebo vysokoprofilové případy byly často předávány ministrovi spravedlnosti, nebo dokonce císaři do hlavního města. V každém kraji bylo několik okresů, hlídaných policejními veliteli. Pořádek ve městech byl udržován strážníky a konstábly v okolí.

### Kultura

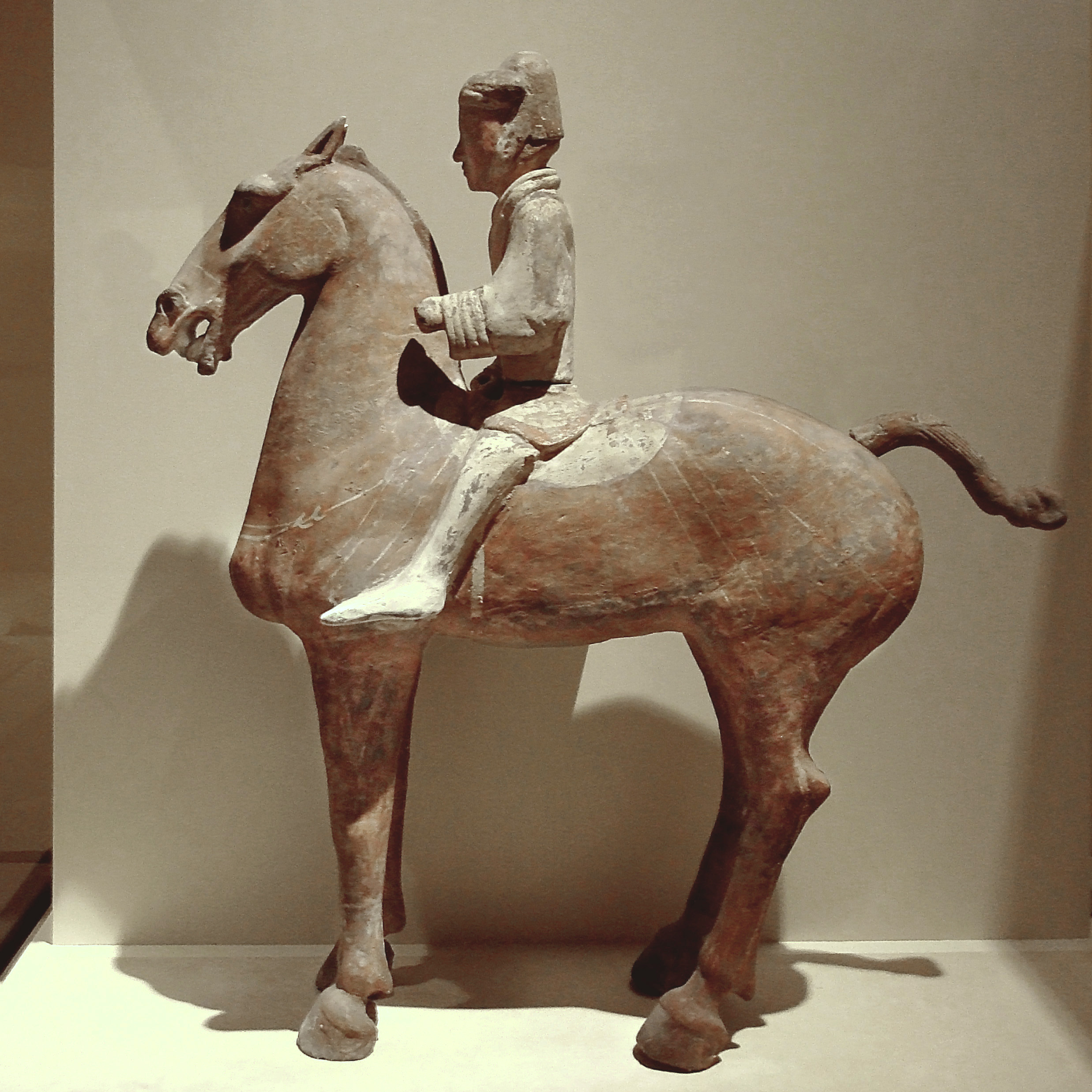
Soška z chanské éry

Juefu neboli Hudební úřad sestavoval podrobné popisy tehdejších nástrojů, hudebních technik a písní. Používalo se několik forem drnkacích strunných nástrojů, z Indie buddhisté importovali zvučné bronzové zvony. Na dvoře a v konfuciánských chrámech se hudba dělila do dvou kategorií: hudba k hostinám a rituální hudba. V chrámových rituálech se počal rozvíjet tanec a byl zde vyvinut i jednoduchý systém tanečního zápisu. Vznikla též forma dramatu, ve které umělci předváděli hrdinské činy slavných válečníků.
Z chanské architektury se nedochovalo mnoho, výjimku tvoří několik kamenných hrobek. Podobu tehdejšího stavebnictví odborníci odhadují na základě maleb na dlaždicích hrobek. Hrobky měly klenuté střechy a byly uzavřeny v obrovských hliněných mohylách. Jejich obsah byl ve většině případů později vyloupen. Vnitřní stěny důležitých budov byly zdobeny freskami, které zachycovali hlavně portréty a výjevy z historie. Jména umělců se nedochovala, ale postavení malířů bylo podle všeho prestižní a ti nejlepší byli blízkými spolupracovníky císaře. Kromě nástěnných maleb se dochovalo i několik obrazů na paravánech nebo na svitcích hedvábí.
V hrobkách byly objeveny také hliněné figurky lidí a zvířat (pravděpodobně "služebníci" pro posmrtný život). Bronz, často doplňován stříbrem a zlatem, byl užíván k výrobě nádob pro rituální účely, lamp, zrcadel a háčků na oděvy. Hedvábí v sytých barvách a s geometrickými vzory nebo s motivy oblaků a hor se stalo hlavním vývozním artiklem. V domácnostech se používaly dva typy glazovaného nádobí. Objev laku byl starší, ale bylo to právě za vlády dynastie Chan, kdy byla laková práce dovedena k dokonalosti. Vysokou kvalitu lakovaného nádobí lze vidět na pohárech na víno, které se zachovaly v perfektním stavu, přestože byly archeology vyzvednuty ze zatopených hrobů.
Typy šatů, které byly nošeny, a materiálů, ze kterých byly vyráběny, závisely na sociální třídě. Bohatí lidé si mohli dovolit hedvábné róby, sukně, ponožky a palčáky, kabáty z liščí kůže, kachního peří a pantofle s kůží, perlami a hedvábnou podšívkou. Rolníci běžně nosili oblečení z konopí, vlny, nebo z kůže fretky. Symbolem luxusu byl nefritový pohřební oblek (věřilo se, že nefrit má konzervační sílu).

### Kuchyně
Nejběžnější základní plodiny konzumované v Chanské dynastii byly pšenice, ječmen, proso, bér, rýže a fazole. Obyčejná zelenina a ovoce k jídlu byly kaštany, hrušky, švestky, broskve, melouny, meruňky, jahody, plody voskovníku, jujuby čínské a dýňovníku, bambusové výhonky, hořčice sítinovitá a kolokázie jedlá. Mezi domestikovaná též konzumovaná zvířata patřily slepice, kachničky mandarinské, kozy, krávy, ovce, prasata, velbloudi a psi (různé rasy byly chovány speciálně pro potravu, ale většina byla pouze domácími mazlíčky). Želvy a ryby se lovily z říček a jezer. Běžně se konzumovala ulovená zvířata jako sovy, bažanti, pávi, jeleni sika a kur bambusový. Jako koření se používaly cukr, med, sůl a sójová omáčka. Pivo a víno se běžně pily.